# Kumya
Kumya (Hán Việt: Kim Dã) là một huyện của tỉnh Hamgyong Nam tại Cộng hòa Dân chủ Nhân dân Triều Tiên. Huyện giáp với biển Nhật Bản ở phía đông.
Phía tây Kumya là các ngọn núi cao còn phần phía đông là một vùng đất bằng phẳng. Đỉnh cao nhất của huyện là Chongamsan (정암산). Sông chính là Ryonghung. Huyện cũng có một vài hòn đảo nằm quanh vịnh Songjon (송전만). Đất rừng chiếm 30% iện tích của huyện.
Lúa gạo là cây trồng chính trên địa bàn huyện. Bên cạnh đó là các loại cây như ngô, đỗ tương, lúa mì và cây ăn quả. Huyện không có cảng biển nhưng có một ngành ngư nghiệp dọc khu vực bờ biển. Ngành chế tạo máy tại phát triển trên địa bàn Kumya. Ngoài ra, huyện cũng có các tài nguyên về than non, than chì, và vàng. Ga Kumya nằm trên tuyến đường sắt Pyongra.
Năm 2008, dân số toàn Huyện Kumya là 211.140 người (98.759 nam và 112.381 nữ), trong đó, dân cư đô thị là 73.094 người (34,6%) còn dân cư nông thôn là 138.046 người (65,4%).